# 白ナイル川

白ナイル川と青ナイル川

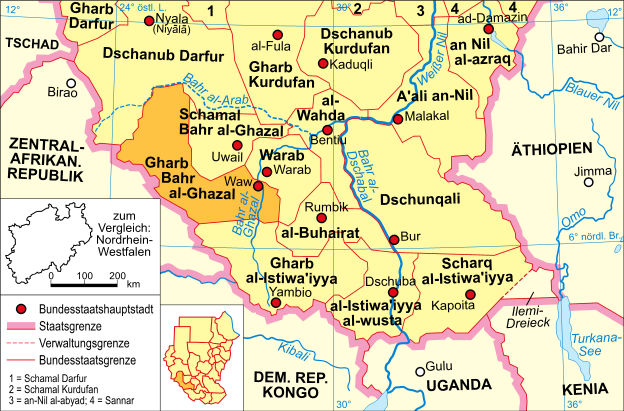
西からのバハル・アル＝アラブ川（Bahr al-Arab）と南西からのバハル・エル＝ガザル川（Bahr al-Ghazal）と南からのバハル・アル＝ジャバル川（Bahr al-Dschabal）

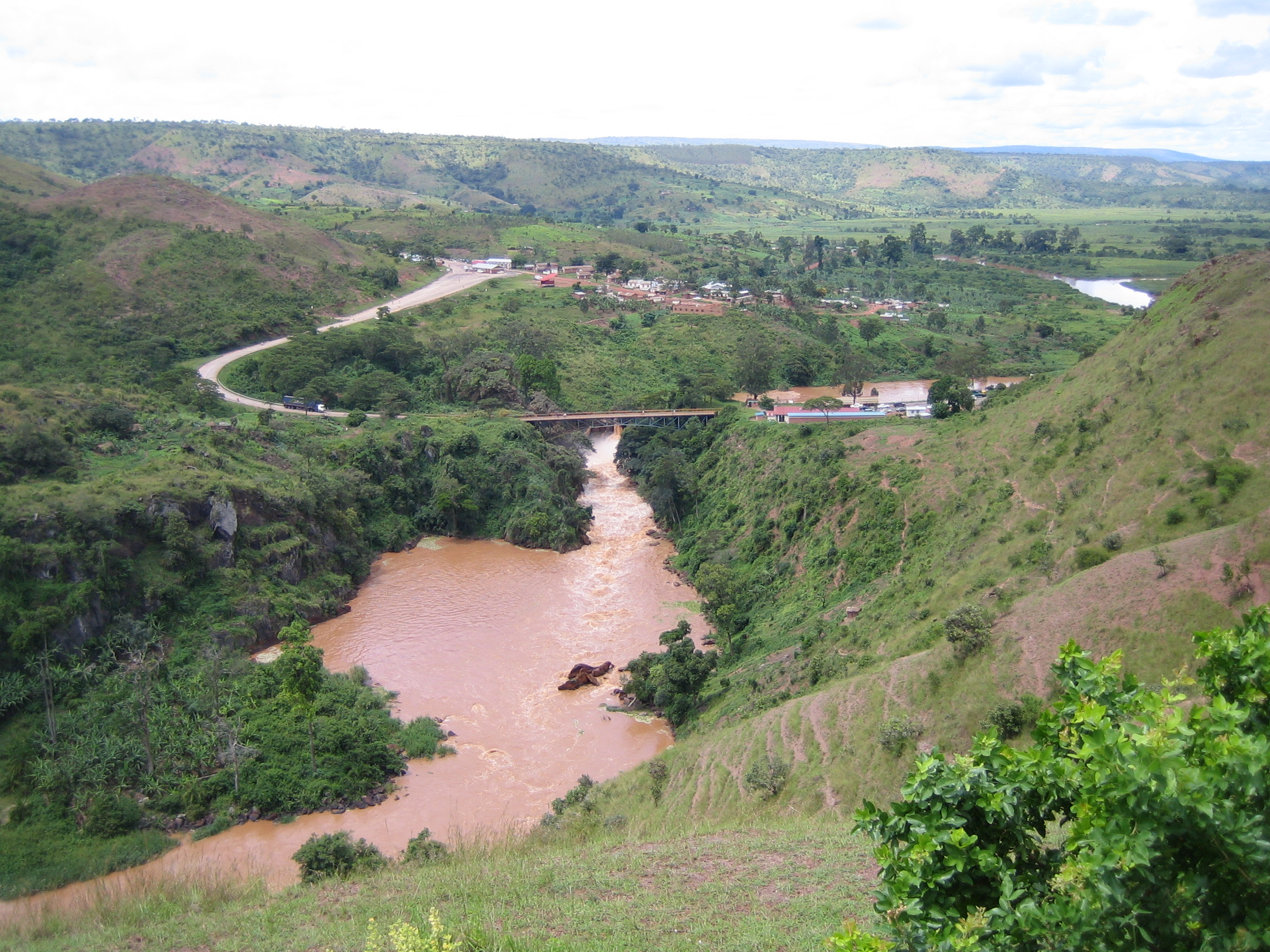
ルスモ滝は国境を流れるカゲラ川の半ばにある。左がタンザニア、右がルワンダ。

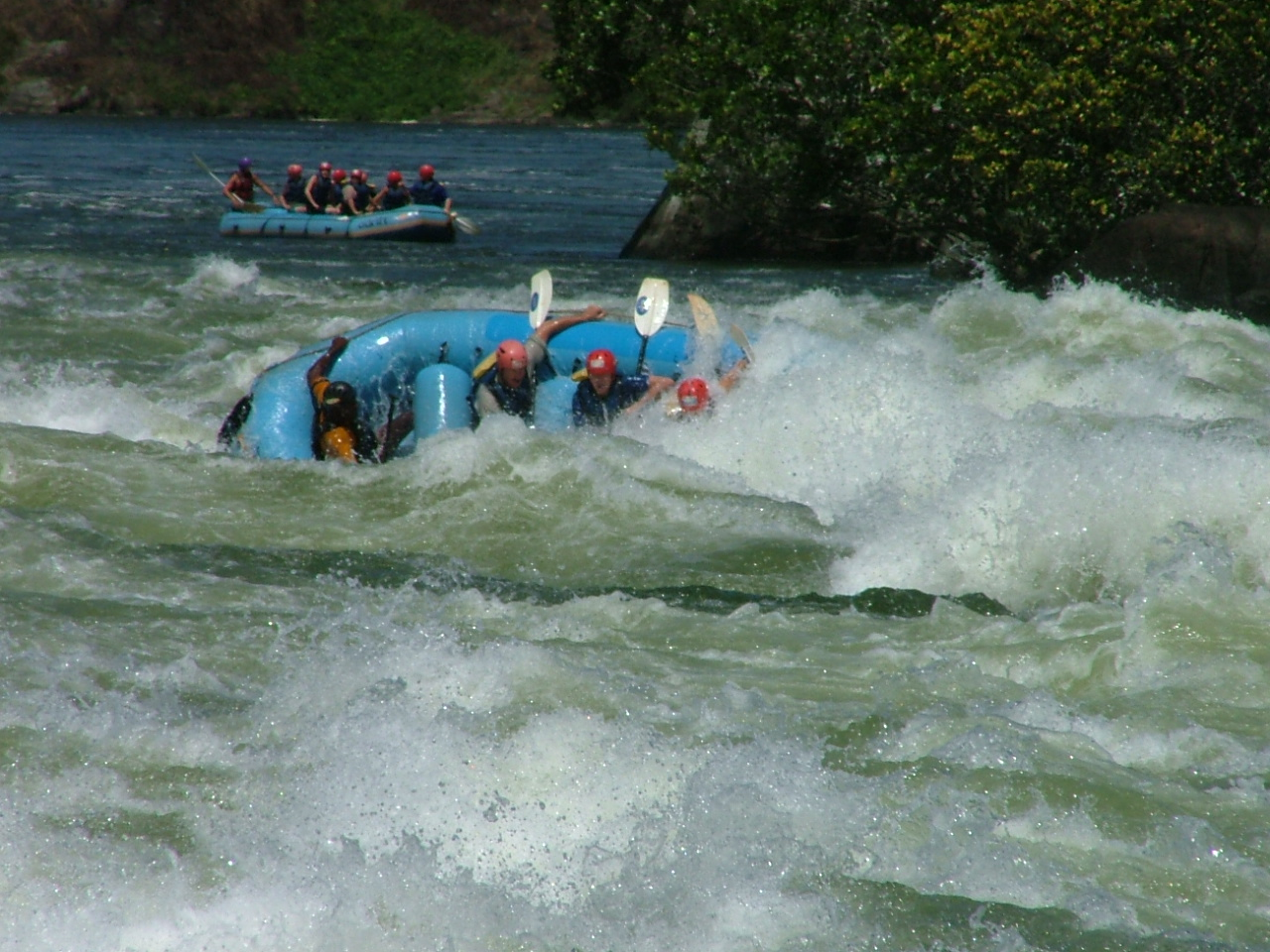
ブジャガリ滝でのラフティング

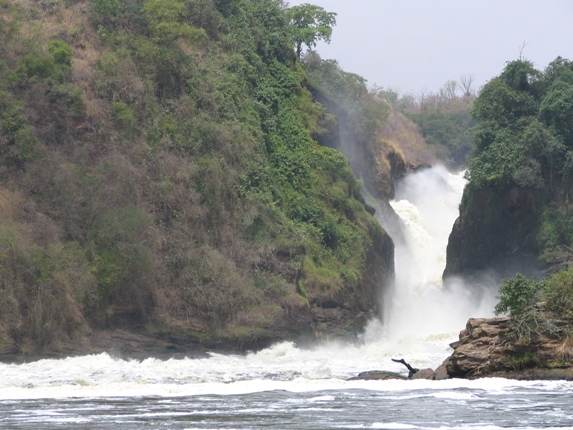
マーチソン滝

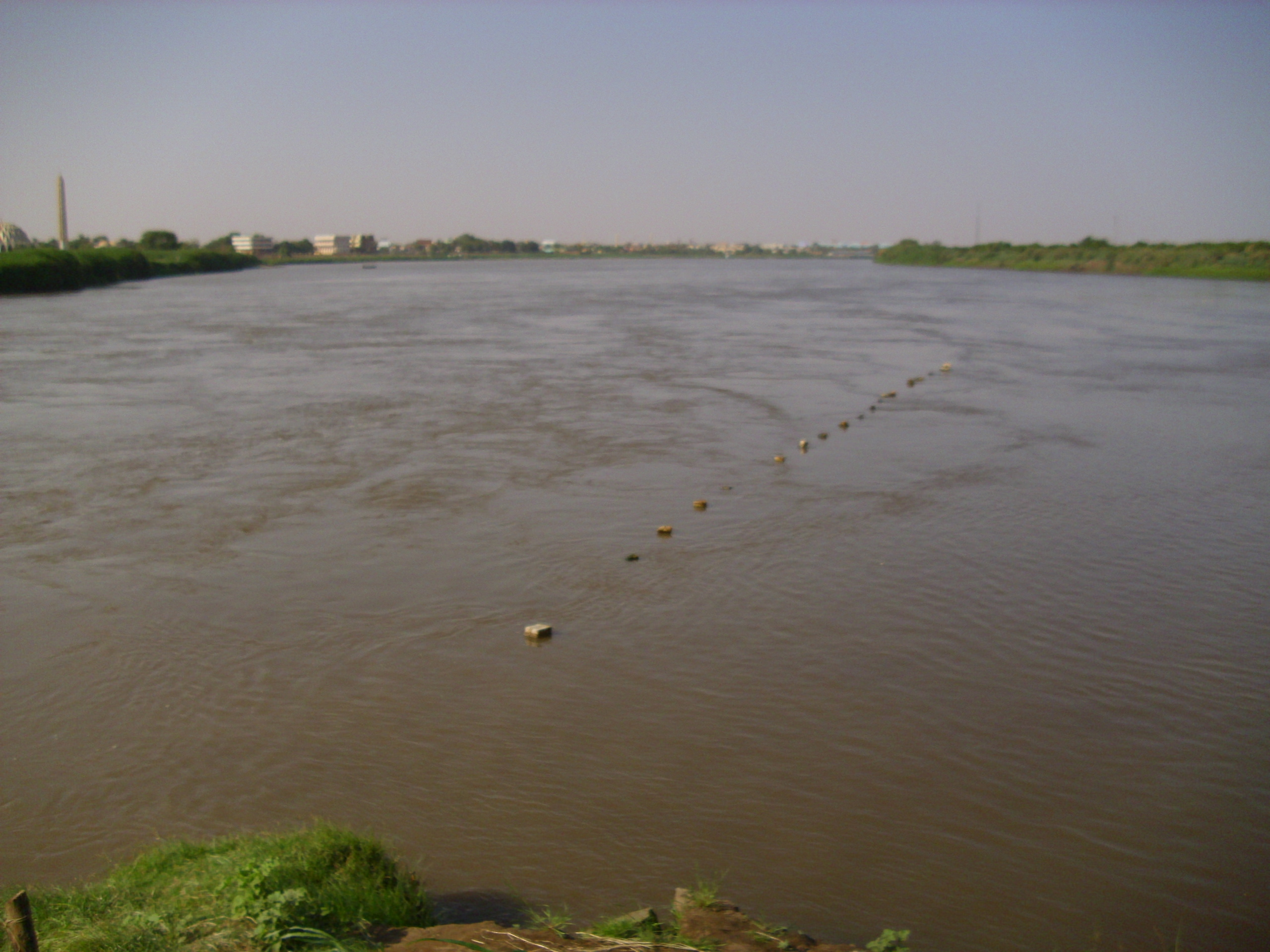
ハルツーム郊外での白ナイル川と青ナイル川の合流地点。

白ナイル川（しろナイルがわ、英語: White Nile, アラビア語: النيل الأبيض, an-Nīl al-Ābyaḍ）は、アフリカ大陸北東部を流れる河川であり、青ナイル川と共にナイル川の支川を形成している。ナイル川全体の水量の約2割を供給する。
なお、狭義の白ナイルは、南西からのバハル・エル＝ガザル川と南からのバハル・アル＝ジャバル川（ニムレ - ノ湖間）とが南スーダンで合流して形成されるノ湖から青ナイルと合流するハルツームまでである。広い意味では源流部のヴィクトリア湖からウガンダ国内を北上し、キオガ湖とアルバート湖を経て、バハル・アル＝ジャバル川を通過する全ての水域を含み、長さは約3700 kmである。

## 流路

### ヴィクトリア湖の源流
白ナイルの源流はヴィクトリア湖を中心とする高原地帯に位置し、水源とされる場所は複数存在する。
タンザニアの町ブコバ近郊からヴィクトリア湖に流れ込むカゲラ川は、ヴィクトリア湖へ流れ込む河川の中で最も長いため、資料によって異同はあるものの、最も遠い地点に存在するナイル川の水源だとされている。カゲラ川の他にはブルンジのブルリ県から始まるルヴィロンザ川、ルワンダのニュングェ国立公園から発するニャバロンゴ川もナイルの源流の一つとされている。ルヴィロンザ川とニャバロンゴ川はルワンダとタンザニアの国境に位置するルスモ滝で合流する。
19世紀の探検家ジョン・スピークはヴィクトリア湖の流出口に存在する早瀬に「リポンの滝」と名付け、1969年当時はリポンの滝がナイル川の起点とされていた。下流に発電用のダムが建設されたためにリポンの滝は水没しており、滝が存在していた場所には発見者であるスピークの事跡と滝が水没したことを記した石碑が置かれている。

### ウガンダ
ヴィクトリア湖から流れ出る川はヴィクトリア・ナイルとも呼ばれ、長さは約420 kmである。
ジンジャから15 kmのナルバーレ水力発電所とキーラ水力発電所を過ぎると、ジンジャの15 km下流にあるブジャガリ滝（ブジャガリ水力発電所）である。更に北へ流れ、西に向きを変えキオガ湖に注ぐ。クワニア湖をへて北に流れ出て西へ向かう。カルマ滝は1963年に建設されたカルマ橋の下を流れ、橋は首都カンパラからグル県へ向かう交通の要衝として機能している。これを過ぎると、川はグレート・リフト・バレーの西にあたるマーチソン・フォールズ国立公園に入る。幅7 m、落差43 mのマーチソン滝は白ナイルの名所の1つで、滝の下流に数km続く濁った水域にはワニ、カバなどの動物が生息している。そして河水はアルバート湖に注ぐ。ヴィクトリア湖からの流出口であるリポンの滝と1つになったオーウォン滝、マーチソン滝には水の流れを利用した水力発電所が建てられており、世界銀行は2006年以降2009年までにこの辺りへ200 MW級の水力発電所を設置する計画を遂行中である。
アルバート湖の源流はコンゴのブルーマウンテンである。アルバート湖から先の下流はアルバート・ナイルとも呼ばれ、約210 kmの長さがある。かつてアルバート・ナイルはザイール（コンゴ民主共和国）の大統領モブツ・セセ・セコに由来するモブツ・ナイルの名前で呼ばれていた。この西岸がウガンダの西ナイル地方である。ネビ県にはアルバートナイルを渡る唯一の橋がある。アジュマニとモヨの間にはフェリーが運航されているものの、他にカヌーやボートも使われる。

### 南スーダン
ニムレから南スーダン領に入る。ここからは南スーダンを北上し、バハル・アル＝ジャバル川（アラビア語で「山の川」を意味する）とも呼ばれる。バハル・アル＝ジャバルの名は中央エクアトリア州の元の州名でもある。バハル・アル＝ジャバル川は平原地帯に入ると激しく蛇行し、南スーダンの首都ジュバを経て、スッド（サッド）と呼ばれる大湿地帯を流れ、ノ湖へと注ぐ。南スーダン国内で白ナイル川に架かる橋はジュバ市内のジュバ橋が唯一の物であった。しかし荷重容量が小さく、また老朽化が激しいことから新たな橋が求められていた中、日本の国際協力機構（JICA）による無償資金協力で南スーダン国内で初となるアーチ型鋼橋が建設された。全長560mのこの橋は2013年の着工から内戦やコロナ禍での中断を経て2022年5月19日に開通式が行われ、フリーダム・ブリッジと命名された。
乾季の面積は約30,000 km2、雨季には130,000 km2にも広がるスッドは船舶の往来を妨げ、スッドで停滞する河水は蒸発によって失われ、この場所で白ナイルの水量は、およそ半分に減少する。スッドの中でバハル・アル＝ジャバル川はバハル・エル＝ガザル（ガザル川。ガゼルの川の意味）と合流し、これから先の流れが狭義の白ナイルとされている。バハル・アル＝ジャバル川にはファショダ事件の舞台となったコドクなどの拠点が築かれた。白ナイルはマラカルの南でソバト川と合流する。

### スーダン
白ナイルは、スーダンを北上して白ナイル州を通りハルツームに至る。南スーダン領内のソバト川との合流点から、スーダン領内のハルツームまでの距離は、約800 kmに達するものの、この区間の高低差は約8 mに過ぎない。このように河床勾配が緩いため、川幅は500 mから数kmと広く、大きな変化が無いまま河水は北に流れていく。
南スーダン国境に近いコスティの西側には白ナイルに注ぐアブ・ハビル川の内陸三角州が広がり、同国内の3ヶ所の扇状地のうち、ほぼ自然の状態を保っている唯一の場所である。一帯にはバオバブ、アカシアなどの植物が生え、毎年7月〜10月の雨季に砂丘の間に数百の池が出現し、マダラハゲワシ、マミジロゲリなど7種の絶滅危惧種の動物が生息している。同地は同じく白ナイル川流域のウガンダのナクワ湖およびマーチソン・フォールズ国立公園とアルバート湖一帯、南スーダン中部の広大なスッド湿地などと共にラムサール条約に登録されている。
ハルツームで青ナイル川と合流する。なお、ハルツームから約300 kmの地点でナイル川の最後の支流であるアトバラ川が合流し、6つの瀑布を越えてアスワン・ハイ・ダムの貯水湖であるナセル湖に流れ込む。

## 歴史
青ナイルよりも白く濁った水が流れていたため、この支流は「白ナイル」と呼ばれるようになった。
1820年から1822年にかけてエジプトのムハンマド・アリーはナイル上流に水源の探検隊を派遣したが、白ナイルの水源から1000 km南に位置するジュバ付近のゴンドコロから先へ進むことはできなかった。1876年までにバハル・アル＝ジャバルはイギリス人の指揮するエジプト軍に支配され、エジプト領スーダンに組み込まれた。
白ナイルの水源の発見は青ナイルの水源よりも遅く、19世紀後半にリチャード・バートン、ジョン・スピーク、ジェイムズ・グラントらヨーロッパの探険家たちが先を争って水源の探索を行った。イギリス外務省と王立地理学協会の指示を受けたスピークとバートンはナイルの水源を発見するため、1857年にタンザニアのバガモヨを発って内陸部に向かった。スピークとバートンは悪天候、人夫の不足に悩まされ、道中でマラリアに罹りながらも1858年2月にヨーロッパ人として初めてタンガニーカ湖に到達した。タンガニーカ湖はナイルの水源ではないと考えたスピークは、バートンと別れて単独で探検を行い、現地の人間がニアンザ湖、ウケレウェ湖と呼ぶ湖を発見した。スピークはイギリスの女王ヴィクトリアに敬意を表して「ヴィクトリア湖」と命名し、この場所がナイルの水源だと考えた。一方バートンはキリマンジャロ湖をナイルの水源と考え、帰国後にスピークとバートンの説を巡って論争が起こり、1860年にスピークは再び探検に向かった。1862年7月にヴィクトリア湖北岸に辿り着いたスピークは、湖から流れ落ちる滝を発見し、当時の王立地理学協会会長の名を取って「リポンの滝」と命名した。
19世紀にヨーロッパ人により行われたナイル川の源流の探検は、「最暗黒のアフリカ」の「未開のジャングルへのヨーロッパ人の到達」として盛んに宣伝された。これは後のヨーロッパ諸国によるアフリカの植民地化へ大きな影響を与えた。リポンの滝の発見の後もヴィクトリア湖に注ぐ川の水源の探索が続けられ、20世紀初頭にルヴィロンザ川がナイルの水源だと確認された。

## 関連文献
- 国立天文台編 『理科年表 平成20年』 丸善、2007年、ISBN 978-4-621-07902-7。